# Ropica timorlautensis
Ropica timorlautensis là một loài bọ cánh cứng trong họ Cerambycidae.